# Международная торговая палата
Международная торговая палата (МТП; фр. Chambre de commerce internationale — CCI, англ. International Chamber of Commerce — ICC) — независимая самоуправляемая некоммерческая международная организация, созданная в 1919 году, объединяющая торговые палаты, предпринимательские организации и отдельные компании для выработки международных стандартов торговли, совместной защиты интересов в международных организациях, разрешения коммерческих споров.
Среди документов, выпускаемых МТП — «Инкотермс» (унифицированные торговые термины), UCP 600 (унифицированные правила и обычаи для документарных аккредитивов), арбитражный регламент, типовые международные контракты, периодически пересматриваемые членами комиссий на предмет внесения в них поправок, учитывающих реалии стран — членов МТП. Основной орган разрешения споров, действующий при МТП — Международный арбитражный суд. Палата, будучи добровольным предпринимательским объединением в отличие от межгосударственных объединений, регулирующих вопросы коммерции, таких как Всемирная торговая организация, ЭКОСОС, таможенные союзы, не выполняет регулирующих функций, а лишь вырабатывает единые механизмы и правила для всех субъектов-участников и разрешает споры в рамках выработанных регламентов. При этом МТП является признанным коллективным консультативным органом при ВТО, Всемирном банке и других международных организациях, а с 2016 года — официальным наблюдателем при Генеральной Ассамблее ООН, таким образом, обеспечивая механизм учёта интересов предпринимательского сообщества в межгосударственных процессах.
Основана в 1920 году. Штаб-квартира — в Париже.

## История
Местные торговые палаты известны с XVI века, палаты уровня стран — с ΧΙΧ века, но во всех случаях они представляли локальные интересы предпринимателей того или иного города или страны. Первая попытка создать международный орган с функцией торговой палаты относится к 1905 году, когда в Льеже несколько европейских палат учредили Международный конгресс торговых палат. На последнем заседании в Париже в июне 1914 года конгрессом выработан устав будущего постоянно действующего органа, включавшего функции коммерческого арбитража, выработки правил торговли, введения санкций, однако организацию создать так и не удалось из-за начала Первой мировой войны.
20—24 октября 1919 года по инициативе Торговой палаты США в Атлантик-Сити проведена международная торговая конференция с представителей торгово-промышленных палат и деловых кругов Бельгии, Франции, Италии и Англии, посвящённая восстановлению международной торговли в послевоенных условиях. Активность представлявшей интересы в основном крупного частного капитала Торговой палаты США в направлении либерализации международной торговли контрастировала с государственной политикой изоляционизма, проводимой в послевоенное время кабинетом Вильсона. В программе конференции последним, десятым пунктом в повестке было создание постоянно действующей международной торговой палаты, решение о чём было принято единодушно в последний день конференции — 24 октября 1919 года, который и считается датой основания МТП.
Учредительный конгресс МТП проведён в июне 1920 года в Париже, на одном из заседаний председательствовал премьер-министр Франции Мильеран. На конгрессе принят устав организации, а также ряд резолюций, в одной из которых был поднят вопрос о восстановлении разрушенных территорий Европы и репарациях Германии за ущерб в годы войны (обойдённый на предшествовавшем заседании Лиги Наций в Брюсселе). Первым председателем МТП был избран французский министр финансов Этьен Клемантель (фр. Étienne Clémentel). Представители Германии не были приглашены на учредительный конгресс, в связи с чем германские промышленники провели в мае 1920 года во Франкфурте-на-Майне конференцию, на которой создали альтернативную организацию — Международный экономический союз.
На ΙΙ конгрессе, прошедшем в 1923 году в , палата учредила Международный арбитражный суд, ставший органом разрешения международных коммерческих споров, постоянно действующим при МТП как обособленная организация. Клемантель был избран первым председателем Международного арбитражного суда. Другим важным решением второго конгресса стала резолюция о принципах выплаты репараций Германией, вскоре легшей в основу Плана Дауэса (включавшего, в свою очередь, пункт о разрешении споров по контрактам в Международном арбитражном суде). На ΙΙΙ конгрессе, прошедшем в 1925 году в Брюсселе, представители Германии были приняты в состав МТП, а в 1931 году президентом МТП избран немецкий промышленник Франц фон Мендельсон (нем. Franz von Mendelssohn), что засвидетельствовало урегулирование основных послевоенных экономических противоречий на уровне крупного частного капитала.
В 1933 году организация опубликовала первую редакцию Унифицированных правил и обычаев для документарных аккредитивов, впоследствии документ пересматривался каждые 10—15 лет и выпускались новые версии. В 1936 году опубликована первая версия Инкотермс — унифицированного словаря коммерческих терминов, позволяющего однозначно трактовать условия внешнеторговых контрактов (в 1953, 1967, 1976, 1980, 1990, 2000, 2010 годах выпущены новые редакции словаря).
IX конгресс организации прошёл в 1937 году в Берлине в присутствии Гитлера, одним из знаковых событий стало выступление на нём рейхсминистра экономики Шахта, откровенно сообщившего о намерениях Третьего рейха обеспечить себе, невзирая на средства, доступ к сырью и продовольствию без каких-либо ограничений. В годы Второй мировой войны штаб-квартира МТП продолжала работу в оккупированном Париже, при этом отмечается, что организация стала важным источником экономической информации о Германии и захваченных территориях для западных союзников.
Первый послевоенный ΧΙ конгресс 1947 года, проведённый в Монтрё, высветил противоречия между интересами деловых кругов и международной экономической политикой, выражаемой ООН и Международным валютным фондом, в частности, в одной из резолюций конгресса был дан критический разбор решений Женевской экономической конференции ООН. На нём же выражена активная позиция по поддержке плана Маршалла и явлений экономической интеграции в Европе на примере таможенного союза стран Бенилюкса.

## Структура
Главный орган палаты — Всемирный совет (аналог Генеральной ассамблеи в ООН), он избирает каждые два года председателя и вице-председателя, генерального секретаря и каждые три года правление из 15—30 членов.
Членство в палате обеспечивается через национальные комитеты, сформированные в 91 стране (на 2017 год), прямыми членами МТП являются 20 торговых палат уровня стран, где национальных комитетов не сформировано; кроме того, существует возможность прямого членства прочих предпринимательских объединений и коммерческих организаций из стран, где нет национальных комитетов. Работой с национальными комитетами заведует генеральный секретарь.
Основная деятельность организаций-членов осуществляется через профильные комиссии и специальные группы, по состоянию на 2017 год действуют следующие комиссии:
- по арбитражу и альтернативному урегулированию споров,
- по банковской деятельности,
- по торговому праву и практике международной торговли,
- по конкуренции,
- по корпоративной ответственности и противодействию коррупции,
- по таможенному регулированию и содействию торговле,
- по цифровой экономике,
- по охране окружающей среды и энергетике,
- по интеллектуальной собственности,
- по маркетингу и рекламе,
- по налогообложению,
- по международной торговле и инвестиционной политике.

В парижской штаб-квартире постоянно работают около 200 сотрудников в 11 отделах (политик и лучших практик, услуг по разрешению споров, обучения и конференций, публикаций, федерации торговых палат, национальных комитетов и членства, внешних коммуникаций, редактуры и внутренних коммуникаций, финансов и управления персоналом, информационных технологий, общих услуг). При штаб-квартире постоянно действует несколько специализированных подразделений, основной орган разрешения споров — Международный арбитражный суд, подразделения, предоставляющие членам услуги по расследованиям — Международное морское бюро, Бюро финансовых расследований, Бюро контрафактных расследований, FraudNet.